# (11374) Briantaylor
(11374) Briantaylor est un astéroïde de la ceinture principale.

## Description
(11374) Briantaylor est un astéroïde de la ceinture principale. Il fut découvert le 23 août 1998 à la station Anderson Mesa par le programme LONEOS. Il présente une orbite caractérisée par un demi-grand axe de 2,34 UA, une excentricité de 0,14 et une inclinaison de 6,9° par rapport à l'écliptique.

## Compléments